# Mimetismo vaviloviano

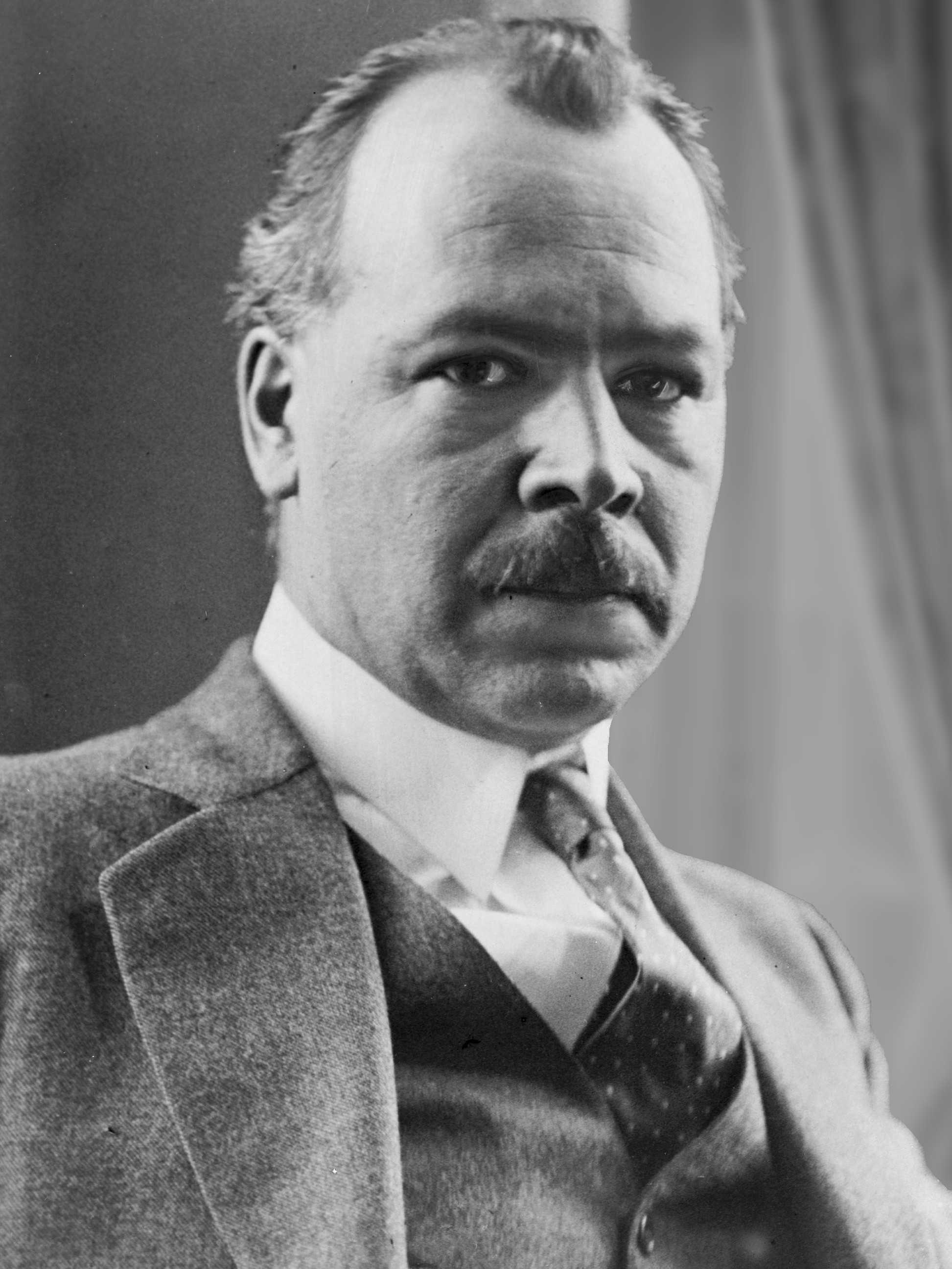
Nikolai Ivanovich Vavilov.

El mimetismo vaviloviano (también mimetismo de los granos o maleza mimetizada) es una forma de mimetismo en las plantas en el cual una maleza comparte una o más características de una  planta domesticada a través de generaciones de selección artificial. Su nombre hace referencia a Nikolai Vavilov, un destacado genetista botánico ruso que identificó los centros de origen de las plantas cultivadas. La selección puede realizarse matando un plantín o ejemplar adulto de la maleza, separando sus semillas de aquellas del grano (cribado) o ambos. Ello ha sido realizado en forma manual desde el Neolítico y en épocas recientes mediante maquinaria agrícola.
El mimetismo vaviloviano es un buen ejemplo de una selección no intencional por parte de los humanos. A pesar de que los agentes selectores humanos pueden ser conscientes de su impacto en el acervo génico de las malezas locales, dichos efectos van en contra de los objetivos de cultivar granos. Los desmalezadores no quieren elegir malezas que son excesivamente similares a la planta cultivada, sin embargo la única opción alternativa es dejar que las malezas crezcan y compitan con los granos por luz solar y nutrientes. Situaciones similares son la resistencia a los antibióticos y, similar al mimetismo vaviloviano, la resistencia a los herbicidas. Ello contrasta con numerosas formas de selección artificial que tienden a producir un resultado favorable. Habiendo adquirido numerosas cualidades deseables al ser sujetos a presiones selectivas similares, los mimetizados vavilovianos pueden finalmente ser domesticados. Vavilov denominaba a estas malezas devenidas en granos granos secundarios.

## Clasificación y comparaciones
El mimetismo vaviloviano se puede clasificar en reproductivo, agresivo (parasitario) y, en el caso de granos secundarios, mutualista. Es una forma de mimetismo disyunto en el cual el modelo es agradable a la víctima. En los complejos de mimetismo disyunto, tres especies diferentes están involucradas como modelo, mimetizado y víctima— la maleza, mimetizando a un modelo de grano protegido, con los humanos como receptores de señal. La mimetización vaviloviana posee una gran similitud con el mimetismo batesiano (en el cual un organismo inofensivo se mimetiza como una especie peligrosa) en que la maleza no comparte sus propiedades que le dan al modelo su protección, y tanto el modelo y la víctima (en este caso personas) son afectados de manera negativa por ella. Sin embargo existen algunas diferencias fundamentales; en el mimetismo batesiano el modelo y el receptor de la señal son enemigos (el depredador se comería la especie protegida si pudiera), mientras que el grano y los agricultores humanos se encuentran en una relación mutualista: el grano se beneficia en ser dispersado y protegido por las personas, a pesar de ser comido por ellos. En efecto, la única  'protección' relevante del grano en este caso es su utilidad para los humanos. Segundo, la maleza no es comida, solo matada (sea en forma directa o no plantando la semilla). La única motivación para matar la maleza es el efecto sobre la producción de la cosecha. Los agricultores preferirían no tener ninguna maleza, pero un depredador moriría si no tuviera ninguna presa con la cual alimentarse, aun si son difíciles de identificar. Es de notar que no existe equivalente conocido de mimetismo vaviloviano en ecosistemas no alterados por los humanos.
Delbert Wiens ha sostenido que los granos secundarios no pueden ser clasificados como mimetizados, ya que los mismos son el resultado de una selección artificial en vez de una selección natural, y porque el agente seleccionador es una máquina. Sobre este tema, Georges Pasteur resalta que la "selección artificial indirecta" es involuntaria y por lo tanto no es diferente de la selección natural. Que el receptor de la señal sea un objeto inanimado se desvía del caso normal en que una víctima percibe la señal, pero el resultado no es diferente del resultado de la selección manual que ha venido ocurriendo desde la revolución neolítica.

## Ejemplos

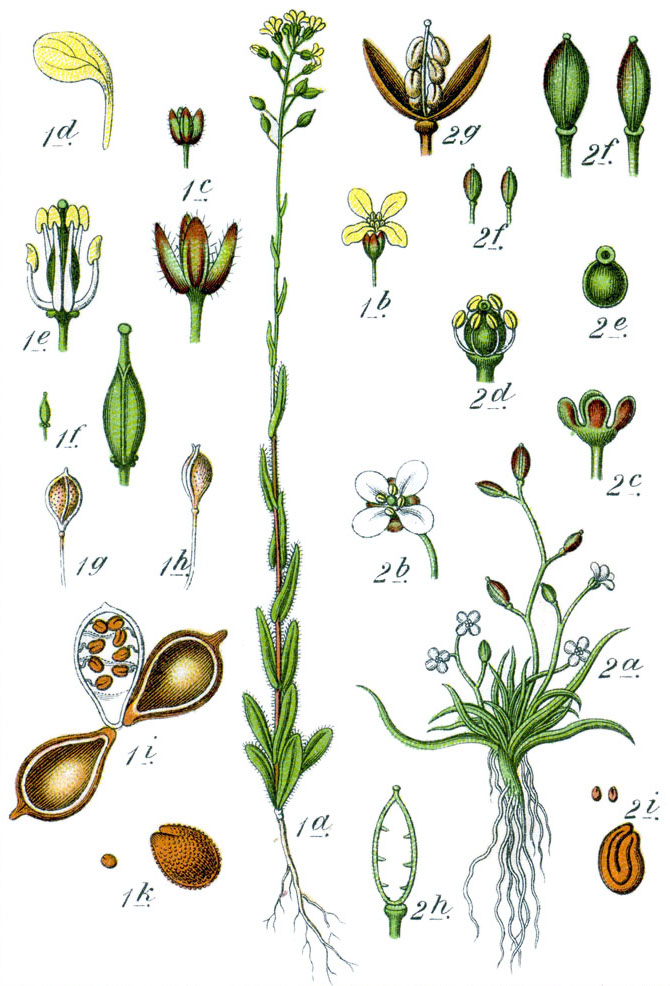
La Camelina sativa o falso lino a la izquierda (identificado con el No 1) se asemeja al lino y sus semillas son prácticamente inseparables de la semilla del lino.

Un caso de mimetismo vaviloviano es el de Camelina sativa o el falso lino (Camelina sativa linicola), que tiene un aspecto muy similar a la planta de lino Linum usitatissimum, y crece junto a ella en el campo. El falso lino es un descendiente de Camelina gabrata, una especie salvaje; el nombre de su subespecie es linicola significa "la que vive con el lino". Dado que resulta poco práctico el control de la maleza adulta, las mismas son separadas utilizando las propiedades de las semillas. Ello se hace mediante una máquina cribadora, que en este caso funciona como un receptor de señal inanimado. Las semillas que son arrojadas la misma distancia que las semillas de lino son seleccionadas, lo que hace imposible en ese caso separar las semillas de estas dos especies.

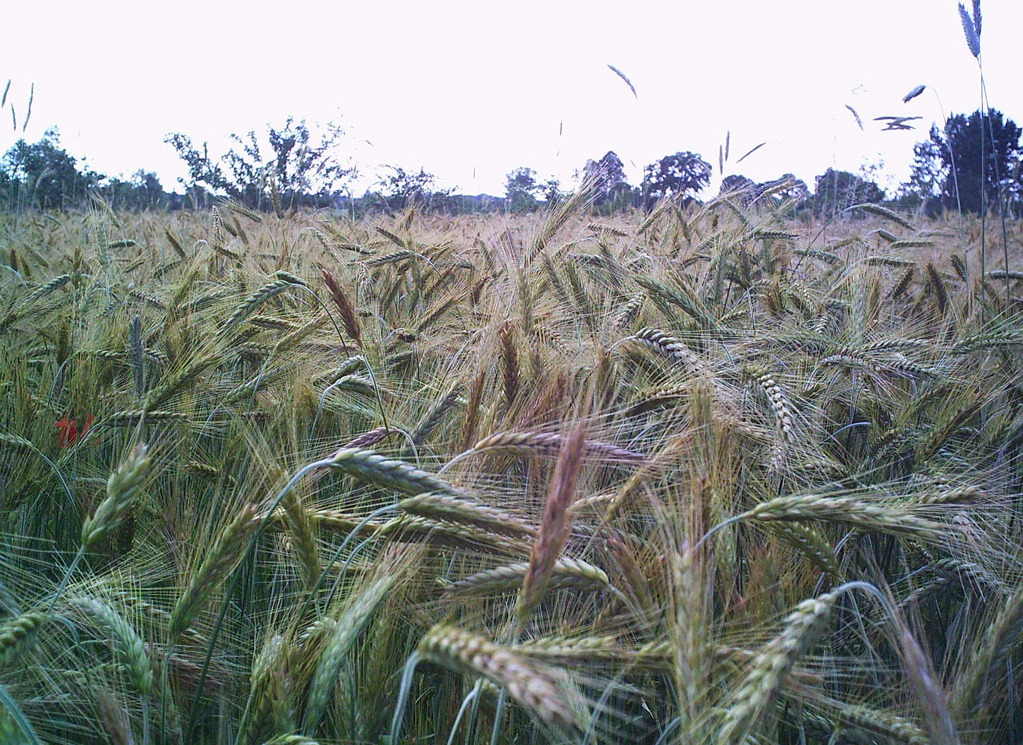
El centeno es un grano secundario, originalmente era una maleza mimetizada del trigo.

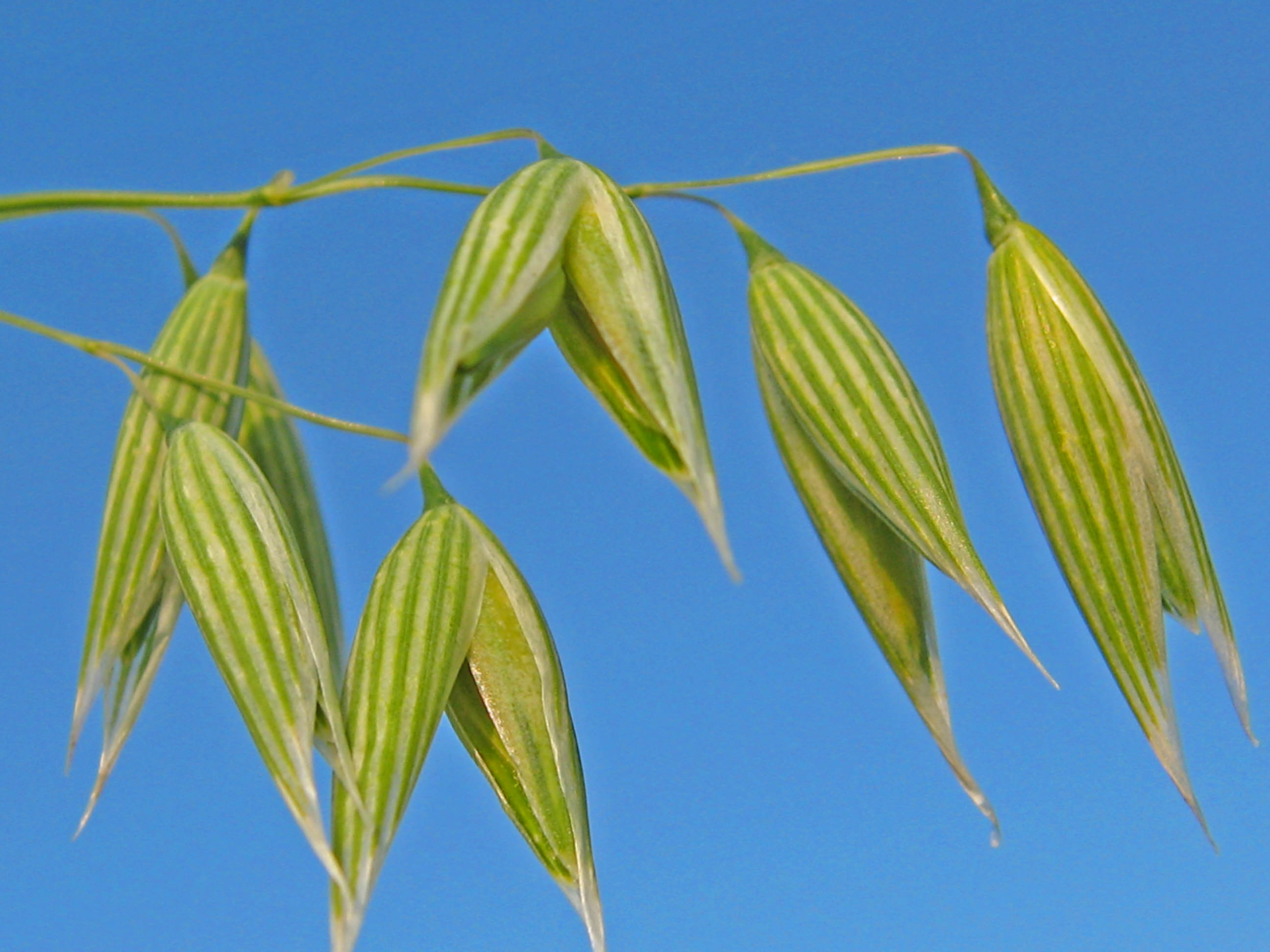
Si bien en la actualidad la avena es un grano de importancia, antiguamente la avena era solo una maleza.

Otro ejemplo es el centeno (Secale cereale), una hierba derivada del centeno salvaje (Secale montanum), una especie mediterránea de amplia distribución. Originalmente el centeno era un tipo de maleza que crecía junto con el trigo y cebada, pero estuvo sometido a presiones selectivas similares a las ejercidas sobre los granos. Al igual que el trigo, sus semillas aumentaron de tamaño y sus husillos a los cuales se fijan las semillas son más rígidos. Sin embargo, el trigo es una planta anual, mientras que el centeno salvaje es una planta perenne. A finales de la temporada de cultivo el trigo produce semillas, el centeno salvaje no y por lo tanto es destruido cuando la tierra luego de la cosecha es laboreada. Sin embargo, existen mutaciones ocasionales que producen semillas. Estas han sido protegidas de su destrucción, y por lo tanto el centeno ha evolucionado hasta convertirse en una planta anual.
El centeno es una planta más resistente que el trigo, capaz de sobrevivir condiciones más hostiles. Se ha preadaptado como grano mediante mimetismo con el trigo, posteriormente el centeno fue utilizado para su cultivo en zonas en las cuales las condiciones del suelo y climáticas favorecen su producción, tales como los terrenos montañosos.
Un caso similar es el de la avena, que también tolera suelos pobres y condiciones rigurosas, y tal como el centeno, crece como maleza junto al trigo y la cebada. Derivada de la especie salvaje Avena sterilis, se ha convertido en un grano por derecho propio. Al igual que el trigo, centeno y otros cereales, las avenas han desarrollado husillos más rígidos que ayudan a retener las semillas, y otras características que ayudan a que su dispersión natural sea vestigial, incluidos las barbas que le posibilitan se entierre.

La selección también puede ocurrir en la etapa vegetativa, mediante desmalezado manual. El desmalezado a menudo se realiza cuando la planta de grano es muy joven y más vulnerable. Echinochloa oryzoides, una especie de pasto que crece en los campos de arroz (Oryza sativa), tiene una apariencia similar al arroz y sus semillas a menudo se encuentran mezcladas con las del arroz y son difíciles de separar. Esta similitud ha sido potenciada por el proceso de desmalezamiento que es una fuerza selectiva que aumenta la similitud de la maleza en cada generación subsiguiente.